# Hainotis
Hainotis is een geslacht van weekdieren uit de klasse van de Gastropoda (slakken).

## Soort
- Hainotis sharonae (Willett, 1939)